# Oryba kadeni
Oryba kadeni är en fjärilsart som beskrevs av Ludwig Wilhelm Schaufuss 1870. Oryba kadeni ingår i släktet Oryba och familjen svärmare. Inga underarter finns listade i Catalogue of Life.

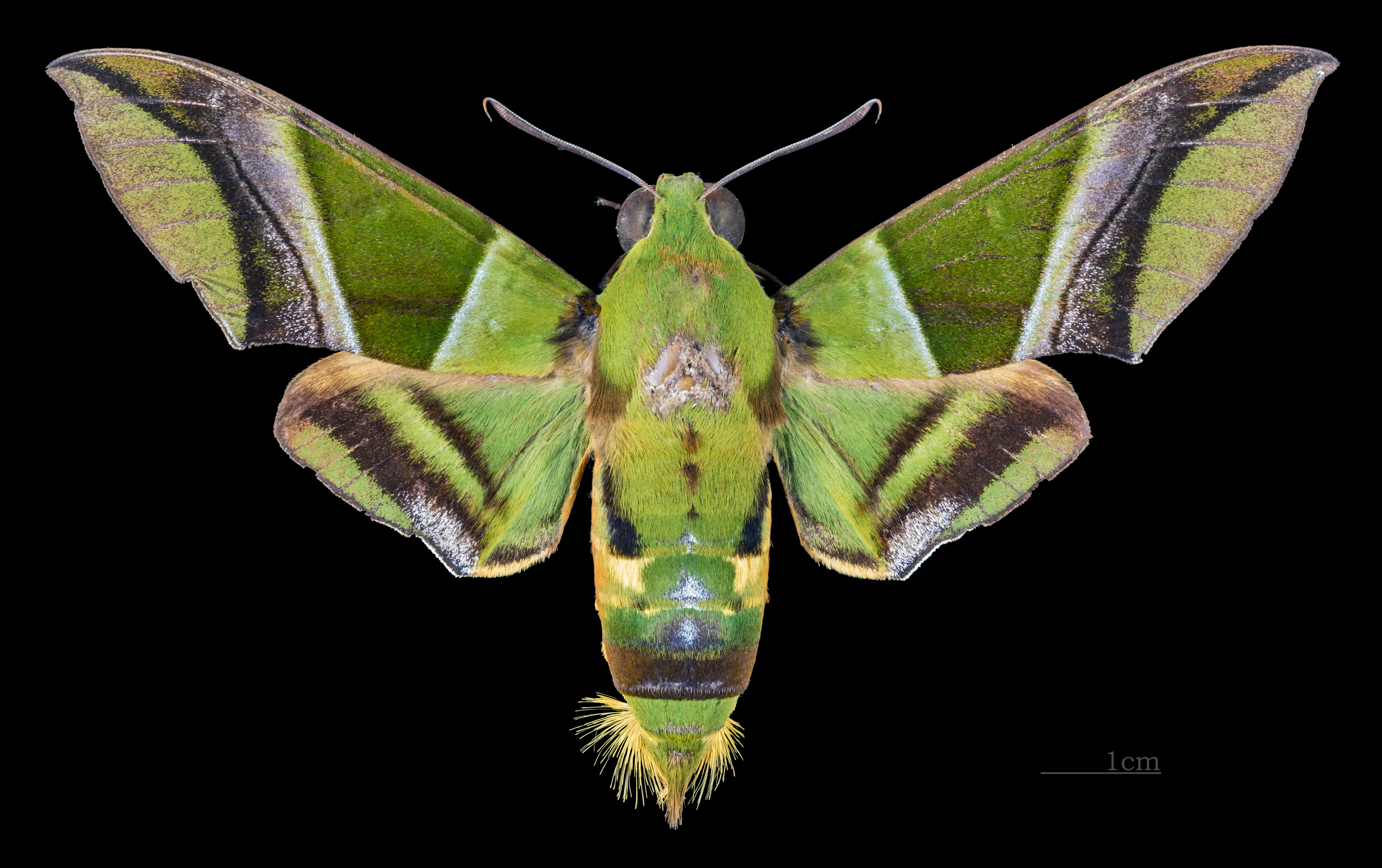
Oryba kadeni ♂
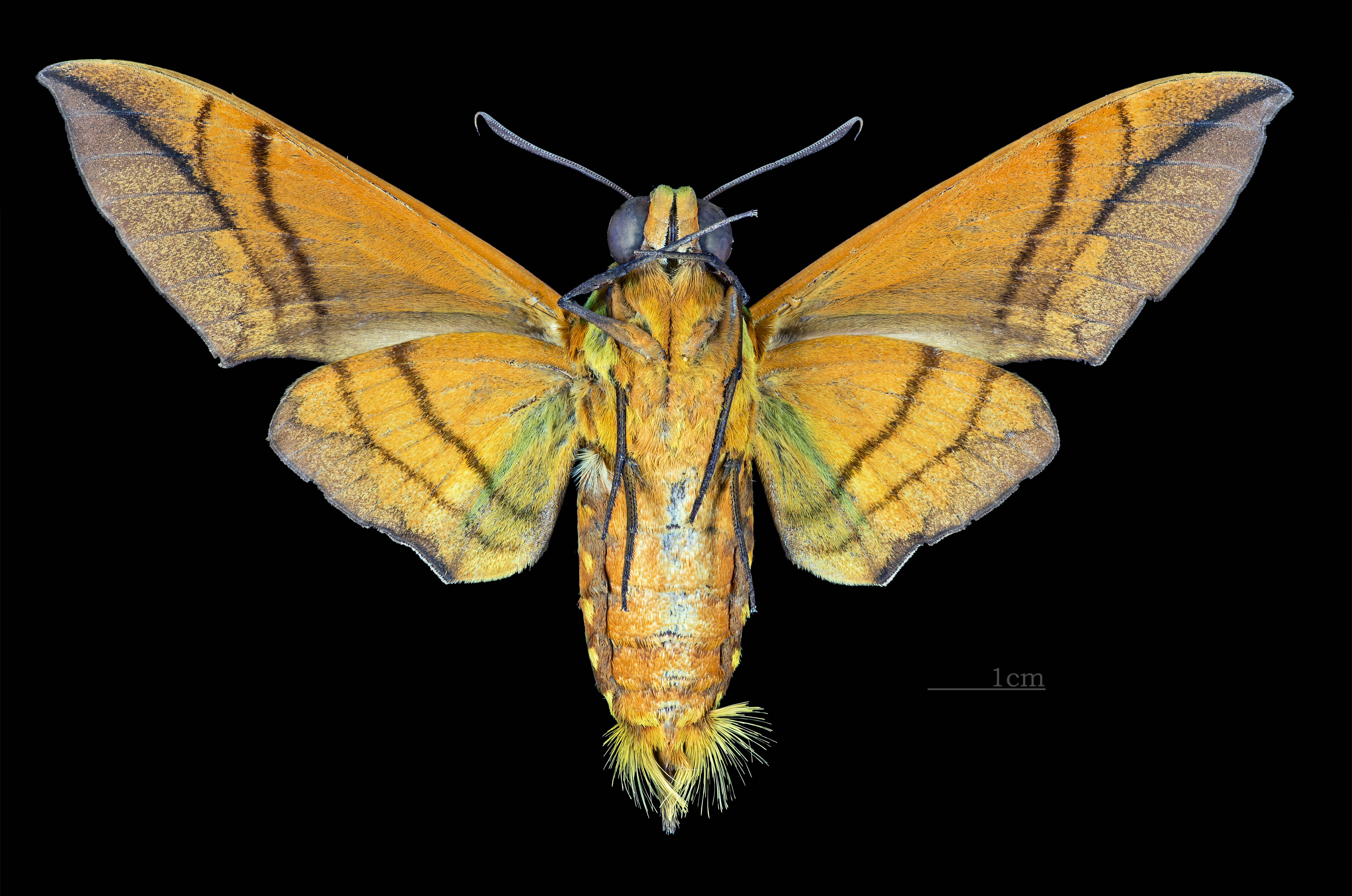
Oryba kadeni ♂  △
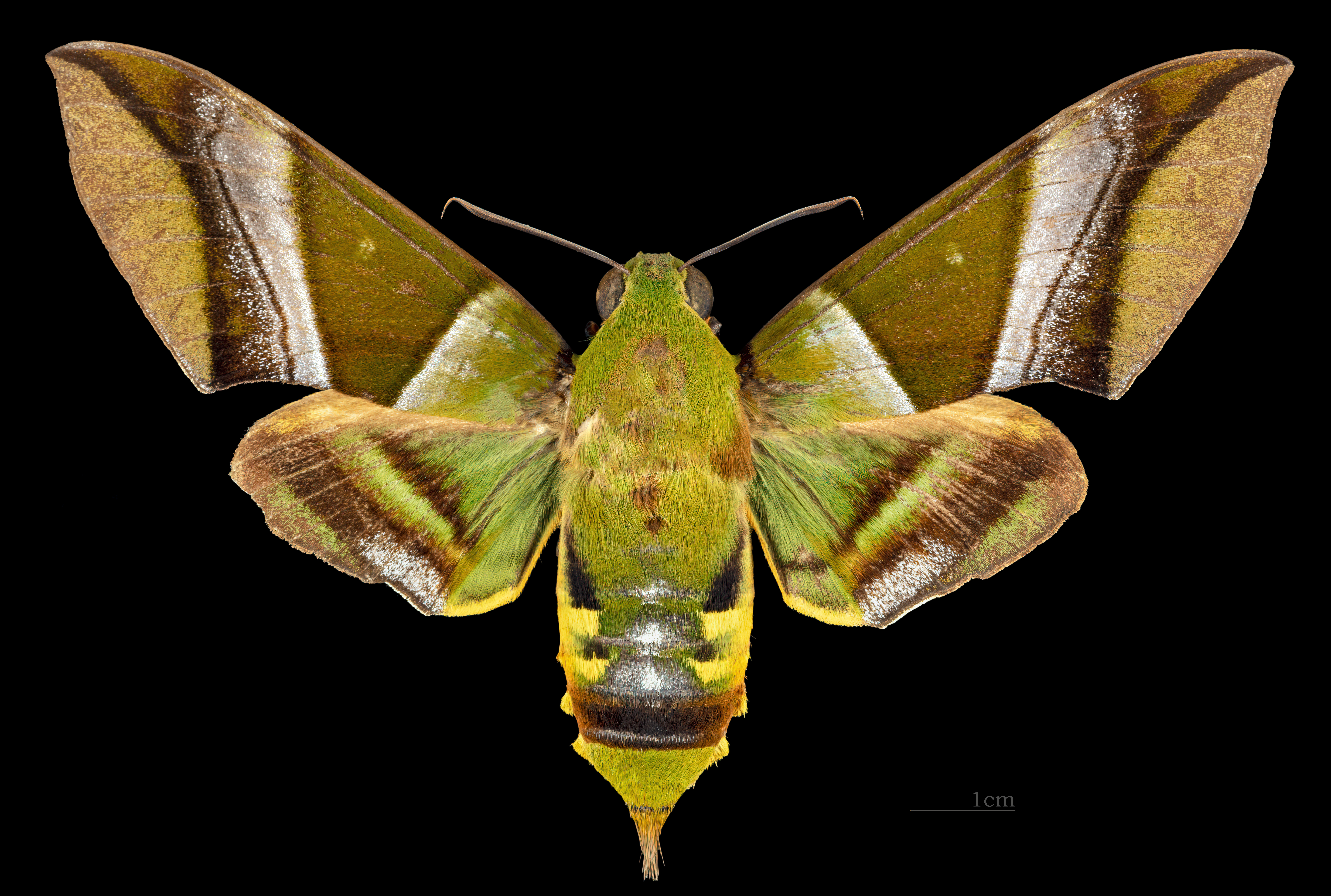
Oryba kadeni  ♀
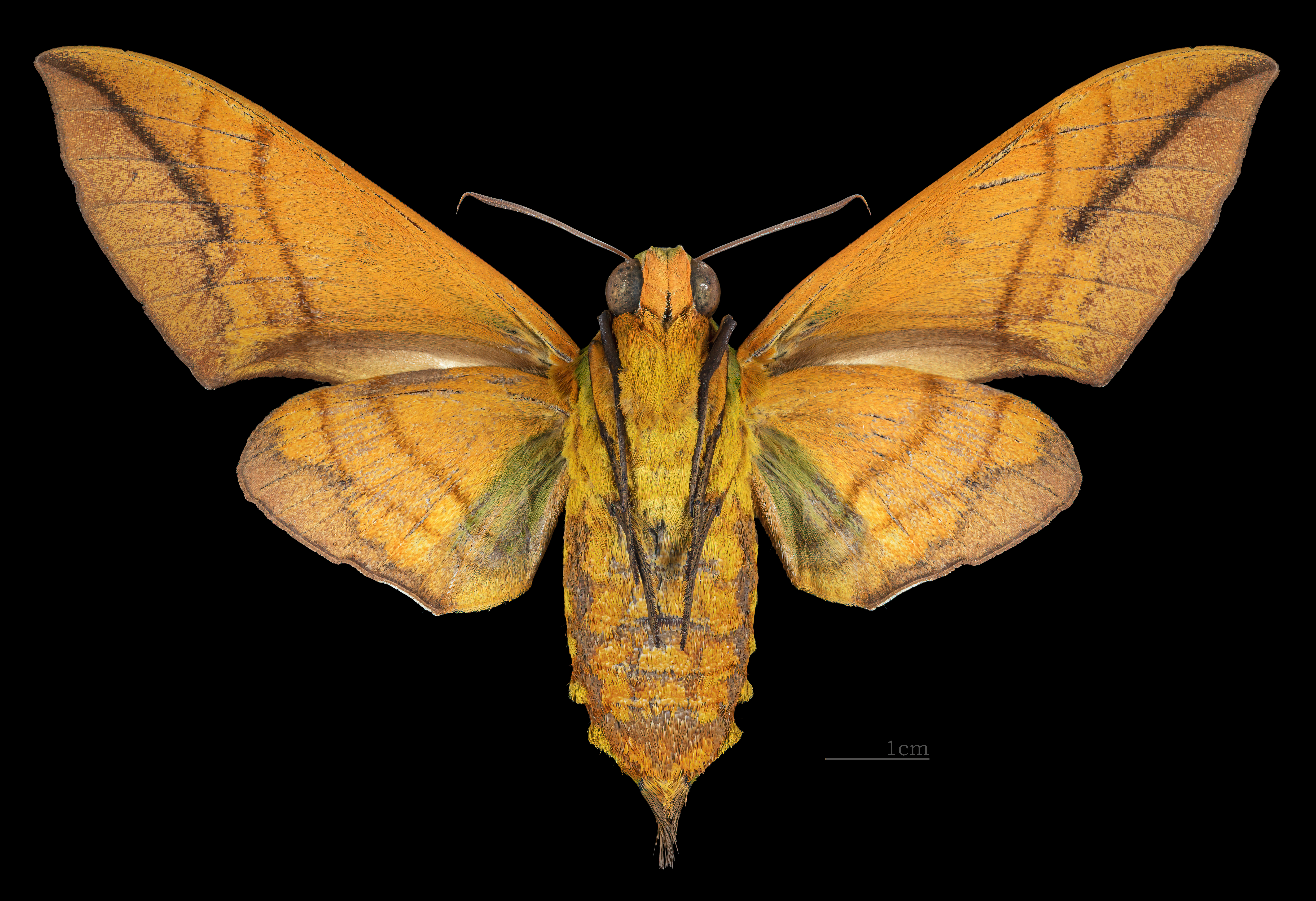
Oryba kadeni  ♀ △